# Mali Jelnik
Mali Jelnik je naselje v Občini Lukovica.